# Sidney Myer Music Bowl

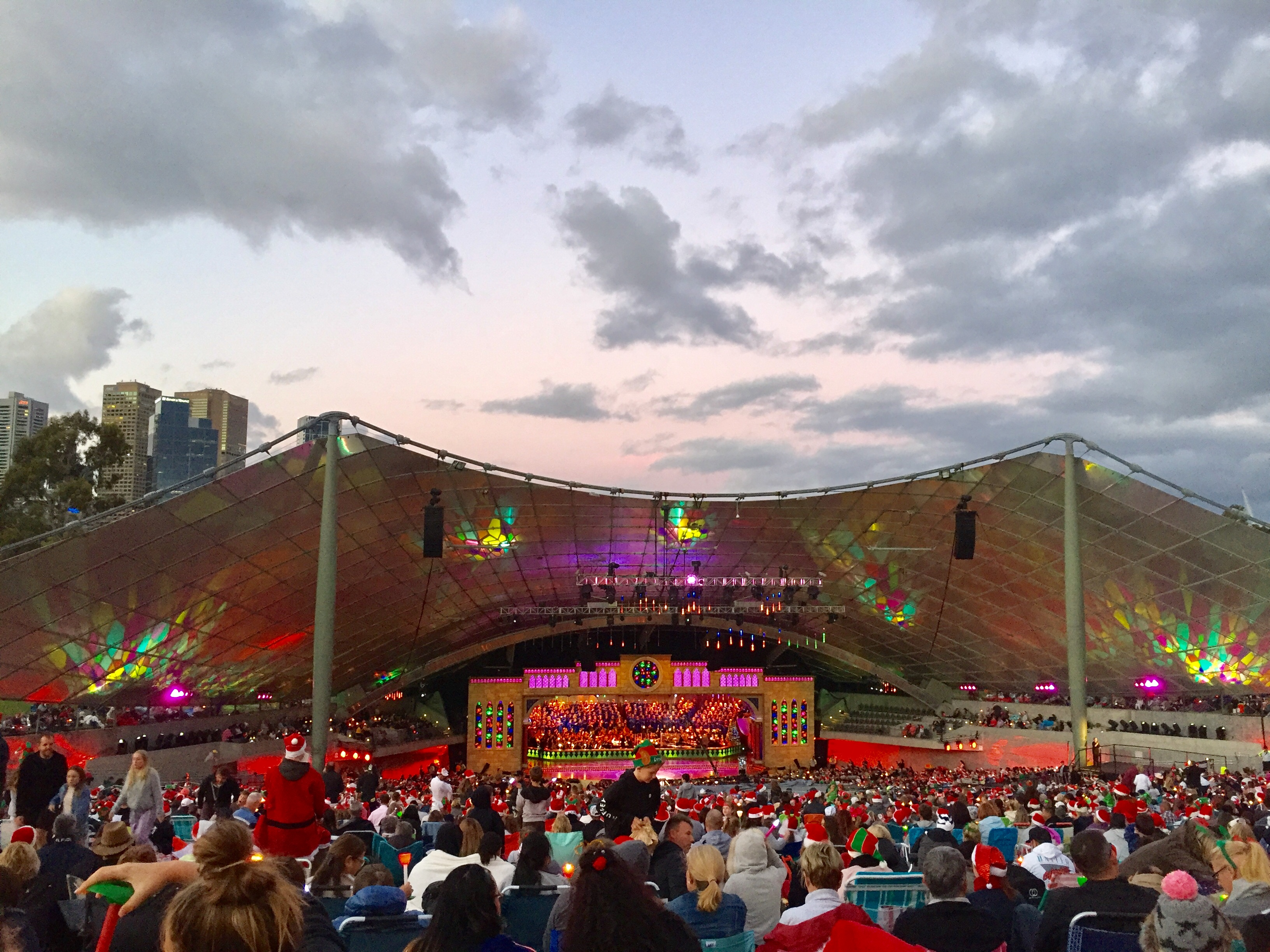
Foto del Sidney Myer Music Bowl

Il Sidney Myer Music Bowl è un luogo dedicato a spettacoli all'aperto. Si trova a Melbourne, in Australia, nei prati e nei giardini di Kings Domain su Lithgow Avenue, vicino all'Arts Center e Southbank. Venne ufficialmente inaugurato dal Primo Ministro australiano, Robert Menzies, il 12 febbraio 1959, con un pubblico di 30000 persone.

## Storia
L'uomo d'affari e filantropo Sidney Myer ha ispirato la costruzione dell'edificio dopo aver partecipato all'Hollywood Bowl di Los Angeles. Essendo lui un violinista che amava la musica, stabilì concerti all'aperto gratuiti con la Melbourne Symphony Orchestra nel 1929, che furono sempre ben frequentati dai melburniani. Questi concerti gratuiti continuano ancora oggi, di solito ne vengono organizzati tre o quattro all'anno.
Alla sua morte nel 1934, il Sidney Myer Fund è stato istituito per continuare la tradizione di filantropia iniziata dal suo fondatore. Infatti la progettazione e la costruzione di un luogo dove fare musica per la gente di Melbourne è stata completamente finanziata dal fondo.
La sede è stata ufficialmente aperta dal primo ministro australiano, Robert Menzies, il 12 febbraio 1959 e ha visto la partecipazione di un pubblico di 30000 persone. Nello stesso mese, oltre 70000 persone parteciparono per ascoltare l'evangelista americano Billy Graham. 

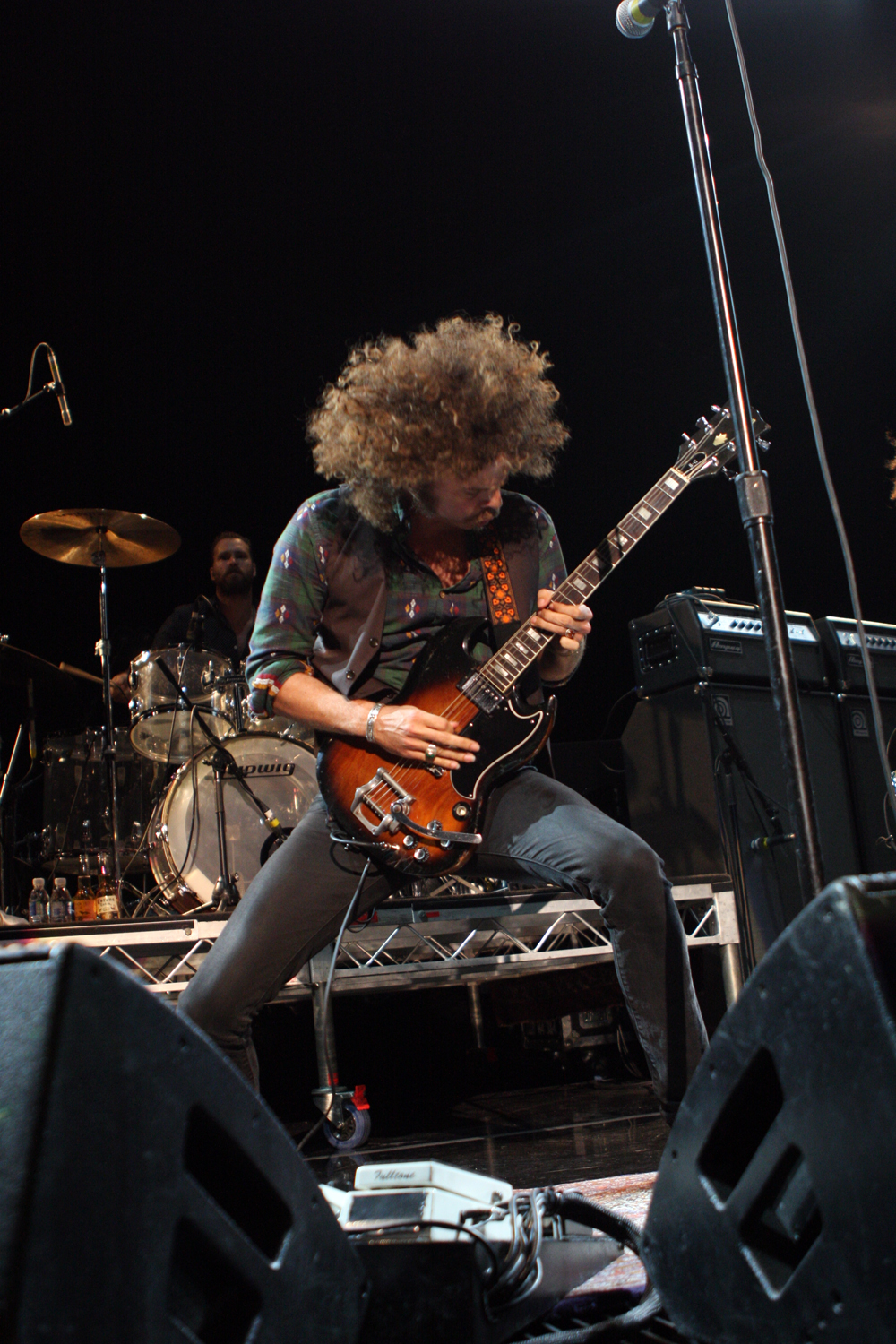
Concerto al Sidney Myer Music Bowl

La folla più numerosa per un concerto in Australia è stata registrata nel 1967 con il concerto dei Seekers al Sidney Myer Music Bowl a cui hanno partecipato circa 200000 persone. Il Guinness dei primati del 2007 lo elenca come la più grande partecipazione a un concerto nell'emisfero australe. Da allora, altri grandi artisti internazionali si sono esibiti al Sidney Myer Music Bowl: ABBA, AC/DC, Metallica, Wings, Blondie, the Beach Boys, Crowded House, Dire Straits, Neil Diamond, Jason Ngam, Bob Dylan, la Czech Philharmonic Orchestra, Merle Haggard, Pearl Jam, la Electric Light Orchestra, Paul McCartney, Midnight Oil, INXS, R.E.M., Kiri Te Kanawa, Daft Punk, Red Hot Chili Peppers e, recentemente, Bon Jovi, Guns N' Roses, Soundgarden, Tool, Kanye West, Paramore, Neil Young, Lenny Kravitz, Swedish House Mafia, blink-182, the Black Keys, Lorde, Afrojack, KSHMR, Will Sparks, Timmy Trumpet, Carnage, Axwell, The Cat Empire, Guns N' Roses e The Chainsmokers.
Nel 1980, l'amministrazione della struttura è stata ceduta al Victorian Arts Center dal Sidney Myer Fund da Ken Myer, il figlio di Sidney Myer. Nel 1984 è stata creata una pista di pattinaggio sul ghiaccio temporanea sul palco da utilizzare durante i mesi invernali. La sede è stata chiusa per un'importante ristrutturazione nel 2000 ed è stata riaperta dal Premier del Victoria, Steve Bracks, al Carols by Candlelight la vigilia di Natale del 2002. Lavori recenti sui prati e la costruzione di recinzioni e cancelli hanno ridotto la capacità totale a poco più di 12000 persone.

### Celebrazioni del 50º anniversario
Nel 2009 è stato celebrato il 50º anniversario del Sidney Myer Music Bowl. L'Arts Center ha organizzato un programma commemorativo di quattro giorni di eventi gratuiti. Dal 12 al 15 febbraio, i festeggiamenti hanno visto due concerti della Melbourne Symphony Orchestra, e un romantico programma di San Valentino; ma anche un omaggio a 50 anni di rock and roll di RocKwiz e un picnic pomeridiano di intrattenimento per la famiglia. C'era inoltre una mostra informativa presso la St Kilda Road Foyer Gallery of the Arts Center e un sito web commemorativo raffigurante i 50 anni del Sidney Myer Music Bowl.

## Progettazione e costruzione

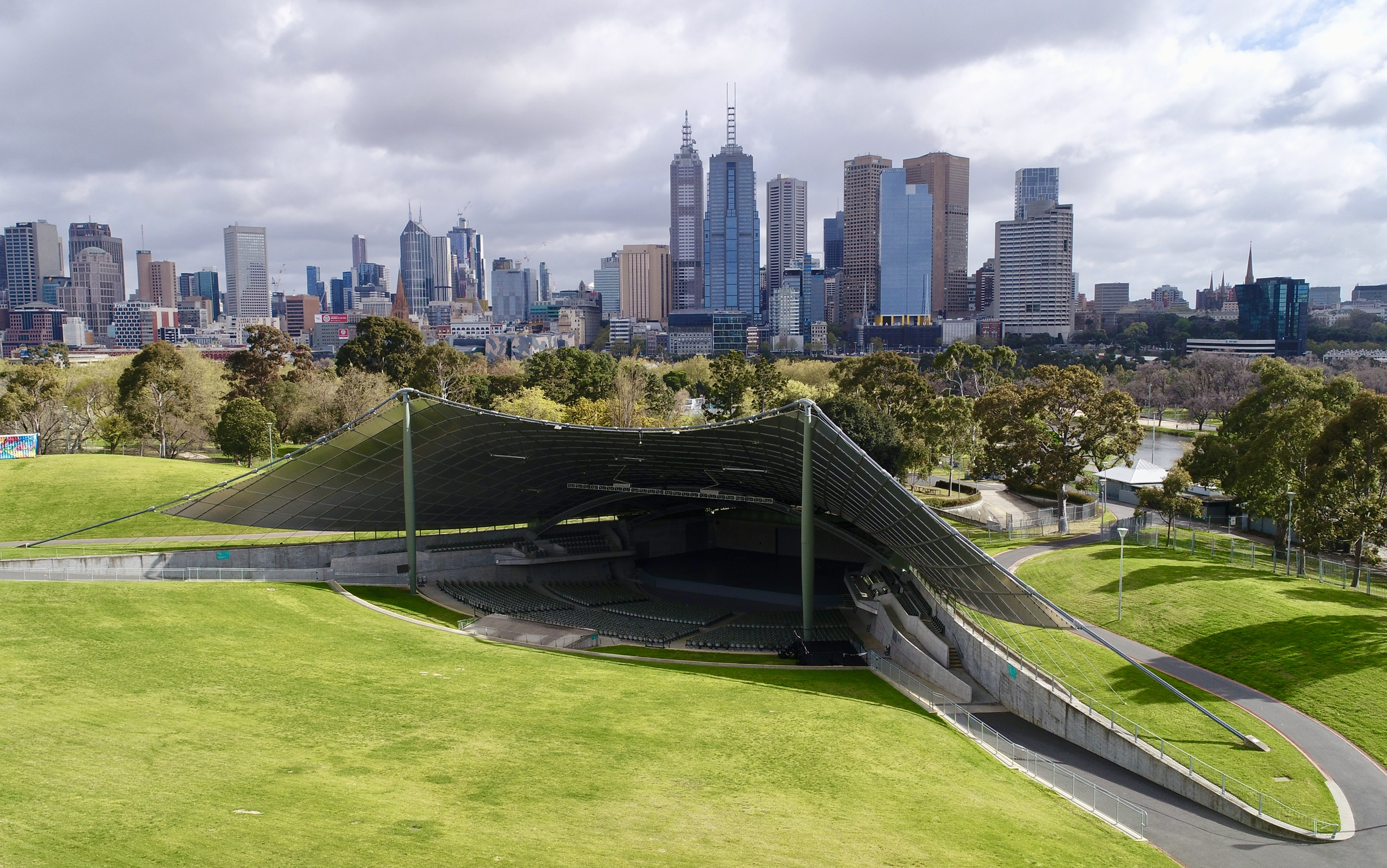
Una mappa del Sidney Myer Music Bowl

Il baldacchino della struttura è costituito da una sottile membrana composta da pochi centimetri di compensato resistente alle piogge, rivestito su entrambi i lati con alluminio fissato a un telaio a ragnatela di cavi d'acciaio e supportato da alberi di 21,3 metri imperniati a terra. Siamo di fronte ad uno dei migliori esempi di tensostruttura. L'area totale del baldacchino è di 4.055 metri quadrati. Il cavo principale sul bordo della tettoia comprende 7 funi, ciascuna di circa 9 cm di diametro e lunga 173 metri, ancorate in profondità nel terreno in blocchi di cemento. I cavi longitudinali sostengono il tetto e i cavi trasversali lo tengono fermo.
Il design del progetto è stato di Yuncken Freeman e Griffiths e Simpson nel 1956. L'architetto del progetto era Barry Patten. La costruzione iniziò nel 1958 con un sistema innovativo di cavi allacciati insieme e ricoperti con pannelli sandwich in compensato rivestito di alluminio. Per garantire che la struttura sarebbe stata a tenuta stagna ma aerodinamicamente stabile e flessibile, sono state sviluppate nuove tecniche di costruzione: gli ancoraggi a terra dovevano essere resistenti alla corrosione; Il guscio doveva anche essere acusticamente corretto. Infatti la costruzione ha comportato il contributo di una serie di organizzazioni ingegneristiche e scientifiche, tra cui la Divisione dei prodotti forestali dei laboratori di ricerca aeronautica e dell'Organizzazione per la ricerca scientifica e industriale del Commonwealth (CSIRO).
A differenza della struttura a guscio di cemento dell'Hollywood Bowl a Los Angeles che l'ha ispirata, il Sidney Myer Music Bowl ha combinato un sistema tensostrutturale con un tetto a forma libera. Il progetto strutturale precede di quasi 10 anni il famoso architetto e ingegnere tedesco Frei Otto e i suoi esperimenti nell'utilizzo di tensostrutture leggere e strutture a membrana. Il progetto di Otto del Parco Olimpico di Monaco per le Olimpiadi del 1972 e il padiglione temporaneo della Germania occidentale all'Esposizione Universale del 1967 a Montréal, Quebec, Canada, furono fortemente influenzati dal design di Patten del Myer Music Bowl di Melbourne.
Il Sidney Myer Music Bowl è registrato nella lista del patrimonio vittoriano per la sua importanza culturale per il Victoria, la sua importanza architettonica come il più grande luogo di spettacoli all'aperto permanente costruito appositamente in Australia e la sua sperimentazione ingegneristica in nuove forme di costruzione che implicano l'uso di membrane e un sistema tensostrutturale.

## Capacità

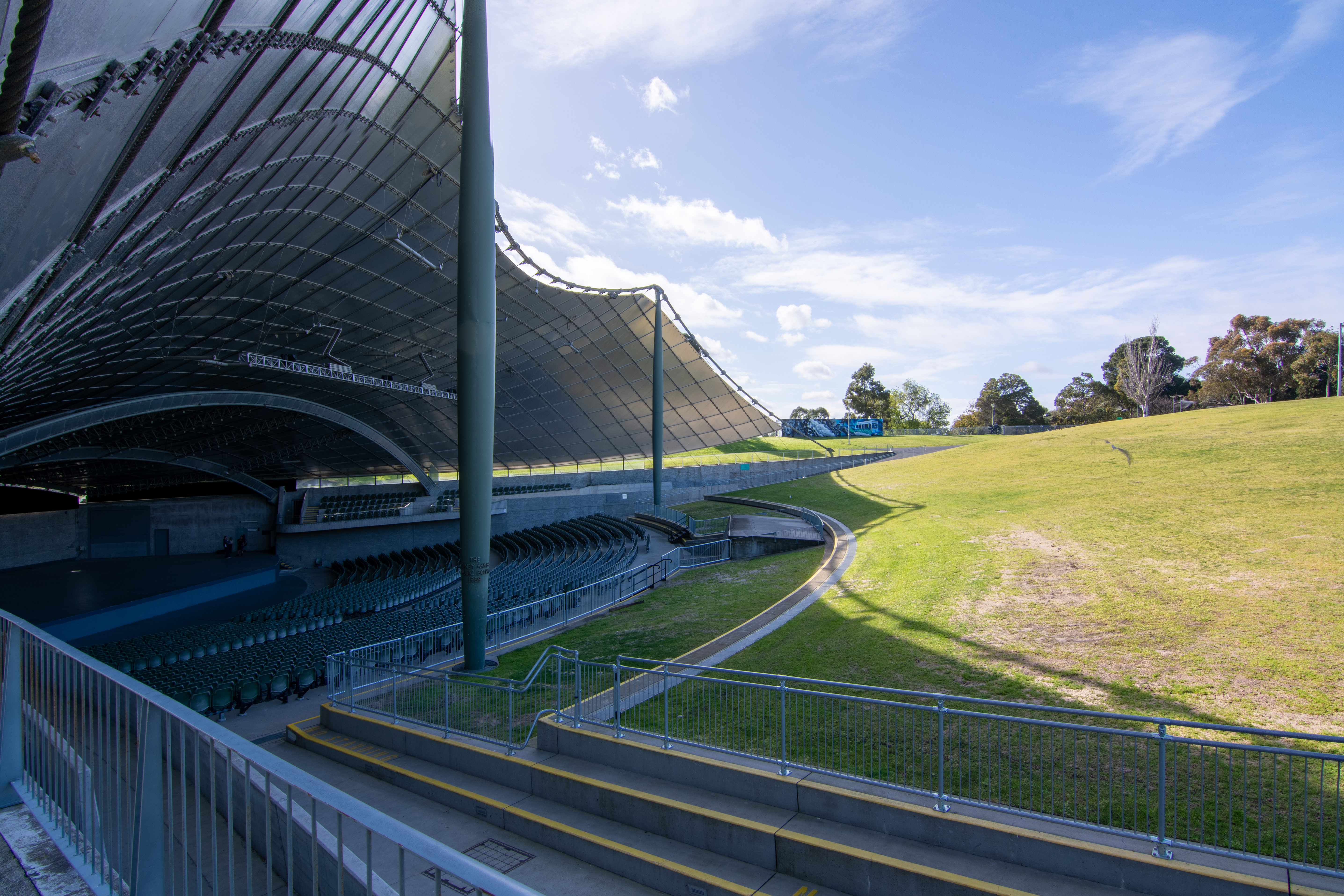
Vista laterale del Sidney Myer Music Bowl

Il Sidney Myer Music Bowl ha un'area salotto fissa che può contenere 2030 persone. Dietro di essa ci sono prati in pendenza che possono ospitare fino a 10000 persone. L'area del palco è larga 27,4 metri e profonda 19,5 metri (90 piedi × 64 piedi).

## Grandi eventi
La struttura ospita eventi importanti tra cui Carols by Candlelight di Vision Australia, che si tiene ogni anno alla vigilia di Natale, trasmesso ogni anno in televisione dal Nine Network. Gli eventi più importanti del passato tenuti al The Bowl includono Piknic Electronik, Music from the Home Front e Midsummer Festival (by Coli).